# Калме, Визма
Ви́зма Ка́лме (латыш. Vizma Kalme; род. 18 июня 1940) — советская и латвийская актриса.

## Биография
Визма Калме родилась 18 июня 1940 года в Риге, в семье служащих.
Окончила 1-ю Рижскую среднюю школу (1964) и Ленинградский государственный институт театра, музыки и кинематографии (1965).
Дебютировала на сцене Драматического театра им. А. Упита в пьесе Алексея Арбузова «Здравствуй, любовь!» (1960). С 1965 года актриса Валмиерского драматического театра, с 1991 года — руководитель театральной труппы.
Снималась в небольших и эпизодических ролях в фильмах режиссёров Рижской киностудии.
Замужем за режиссёром Варисом Браслой.

## Творчество

### Роли в театре

#### Валмиерский драматический театр
- 1966 — «Не жить без любви» Виктора Розова — Тамара
- 1968 — «Родина» Екаба Яншевского — Гретель
- 1972 — «Гамлет» Уильяма Шекспира — Офелия
- 1972 — «Женские войны» Анны Бригадере — Удрене
- 1974 — «Из подслащённой бутылки» Рудольфа Блауманиса — Мария
- 1975 — «Дождь» по рассказу Уильяма Сомерсета Моэма — Макфейл
- 1976 — «Женщины Нискавуори» Хеллы Вуолийоки — Марта
- 1978 — «Мир за твоим окном» Паула Путниньша — Юлите
- 1980 — «До третьих петухов» по сказке Василия Шукшина — Ведьма
- 1982 — «Спридитис» Анны Бригадере — Мать
- 1983 — «Любовь сильнее чем смерть» Райниса — Госпожа Шилдхелма
- 1984 — «Янис» Лелде Стумбре — Эда
- 1990 — «Пожалейте нас» Паула Путниньша — Дактина
- 1991 — «Тётушка из Бразилии» Брэндона Томаса — Луиза де Альвадорес
- 1992 — «Роза» Лелде Стумбре — Инта
- 1992 — «Сон в Янову ночь» Гунара Приеде — Рута
- 1995 — «Почему это так, Мэл» Нила Саймона — Перла
- 1997 — «Учитель из Варкальского уезда» Якоба Яншевского — Гриета
- 1998 — «Всё из-за этой шальной Паулины» по рассказу Визмы Белшевицы — Клабура
- 2000 — «Мэри Поппинс» Памелы Трэверс — Мисс Ларк
- 2002 — «Госпожа министерша» Бранислава Нушича — Ната
- 2003 — «Песочница» Э. Сниедзе — Тётя
- 2004 — «Господин Пунтила и его слуга Матти» Бертольта Брехта — Адвокат
- 2005 — «Паукс и Шмаукс» по сказке Энид Блайтон — Мышка Паула
- 2005 — «Жизнь втроём» Р. Экленда — Люсия Амореста
- 2005 — «Странная пара» Нила Саймона — Вера
- 2006 — «Три товарища» по роману Эриха Мария Ремарка — Матилбда
- 2007 — «Женщины Нискавуори» Хеллы Вуолийоки — Хозяйка
- 2008 — «Разнесённый» Алвиса Лапиньша — Доктор
- 2009 — «Эмиль и берлинские мальчишки» Эриха Кестнера — Бабушка

### Фильмография
- 1980 — Пожелай мне нелётной погоды — Лена
- 1982 — Голова Тереона — медсестра
- 1984 — Долг в любви — эпизод
- 1987 — Айя — Зизума
- 1993 — Рождественский переполох